# Route européenne 611
Pour les articles homonymes, voir Route 611.
La route européenne 611 relie de Lyon à l'A40, à Pont-d'Ain. La route est confondue avec l'autoroute A42.

## Itinéraire
- Lyon A42
  - Neyron E 15
- Pont-d'Ain E 21 E 62

## Routes européennes croisés
- E15 à Lyon.
- E21 au croisement avec l'A40.
- E62 au croisement avec l'A40.